# 完顏弈
完颜弈（12世纪—1197年），本名三宝。女真族，姓完颜。金朝大臣。
完颜弈隶属梅坚塞吾司属司。金世宗大定七年（1167年），因为是皇室近亲，充任东宫护卫十人长，转任尚厩局使。金章宗即位，担任左卫副将军。官至右副都点检。金章宗对他说：“你没有过人的才能，只是因为时间久了才给你升官。应当尽职，不要做违法的事情，让我知道。”不久，因为厩马太瘦获罪，被杖打三十。金章宗承安二年（1197年），改任左副都点检，授同签大睦亲府事。不久去世。因为为人贪鄙，多次以贪赃罢官，因皇帝看重他的才能，可以管理围场，所以多次委信他。

## 延伸阅读
[在维基数据编辑]
 《金史/卷66》，出自脱脱《遼史》